# Vital' Radyënaŭ
Vital' Radyënaŭ (in bielorusso Віталь Радыёнаў?; in russo Виталий Родионов?, Vitalij Rodionov; Vicebsk, 11 dicembre 1981) è un allenatore di calcio ed ex calciatore bielorusso, di ruolo attaccante.

## Carriera

### Club
Cominciò la carriera nel Lokomotiv Vitebsk. Prima del 2003 venne osservato dal Torpedo Zhodino, che successivamente lo acquistò, con la quale collezionò 57 presenze, prima di essere ceduto al BATE Borisov nel 2005. Il 10 gennaio 2009 fu prestato al Freiburg con diritto di riscatto.

### Nazionale
È un membro della Nazionale bielorussa.

## Palmarès

### Club
- Campionato bielorusso: 12

BATE: 2006, 2007, 2008, 2009, 2010, 2011, 2012, 2013, 2014, 2015, 2016, 2017
- Coppa di Bielorussia: 3

BATE: 2005-2006, 2009-2010, 2014-2015
- Supercoppa di Bielorussia: 7

BATE: 2010, 2011, 2013, 2014, 2015, 2016, 2017

### Individuale
- Capocannoniere della Coppa dei Campioni della CSI: 1

2007 (4 gol, assieme a Server Jeparov)
- Capocannoniere del campionato bielorusso: 3

2008 (16 gol), 2013 (14 gol), 2016 (15 gol, assieme a Michail Hardzejčuk)